# タンバクンダ州
タンバクンダ州（タンバクンダしゅう、Région de Tambacounda）は、セネガル共和国の州。セネガルの南東部に位置し、モーリタニア、マリ共和国、ギニア、ガンビアと国境を接しており、この4か国と接しているのはセネガルの州で唯一である。州都はタンバクンダ。面積42,613平方キロメートルで、14州の中で最も大きい。人口は約99万人（2023年国勢調査）。

## 歴史
フランス領西アフリカ時代は東部セネガル圏（Sénégal Oriental Cercle）と呼ばれ、1960年の独立により東部セネガル州に改編された。1984年3月24日に東部セネガル州からタンバクンダ州に改称した。
2008年9月10日、州南東部のケドゥグ県がケドゥグ州として分離した。

## 隣接州
- マタム州
- モーリタニア
- マリ
- ケドゥグ州
- ギニア
- コルダ州
- ガンビア
- カフリン州

## 下位行政区画
タンバクンダ州は4県から構成される。
- バケル県 (Bakel)
- グーディリ県 (Goudiry)

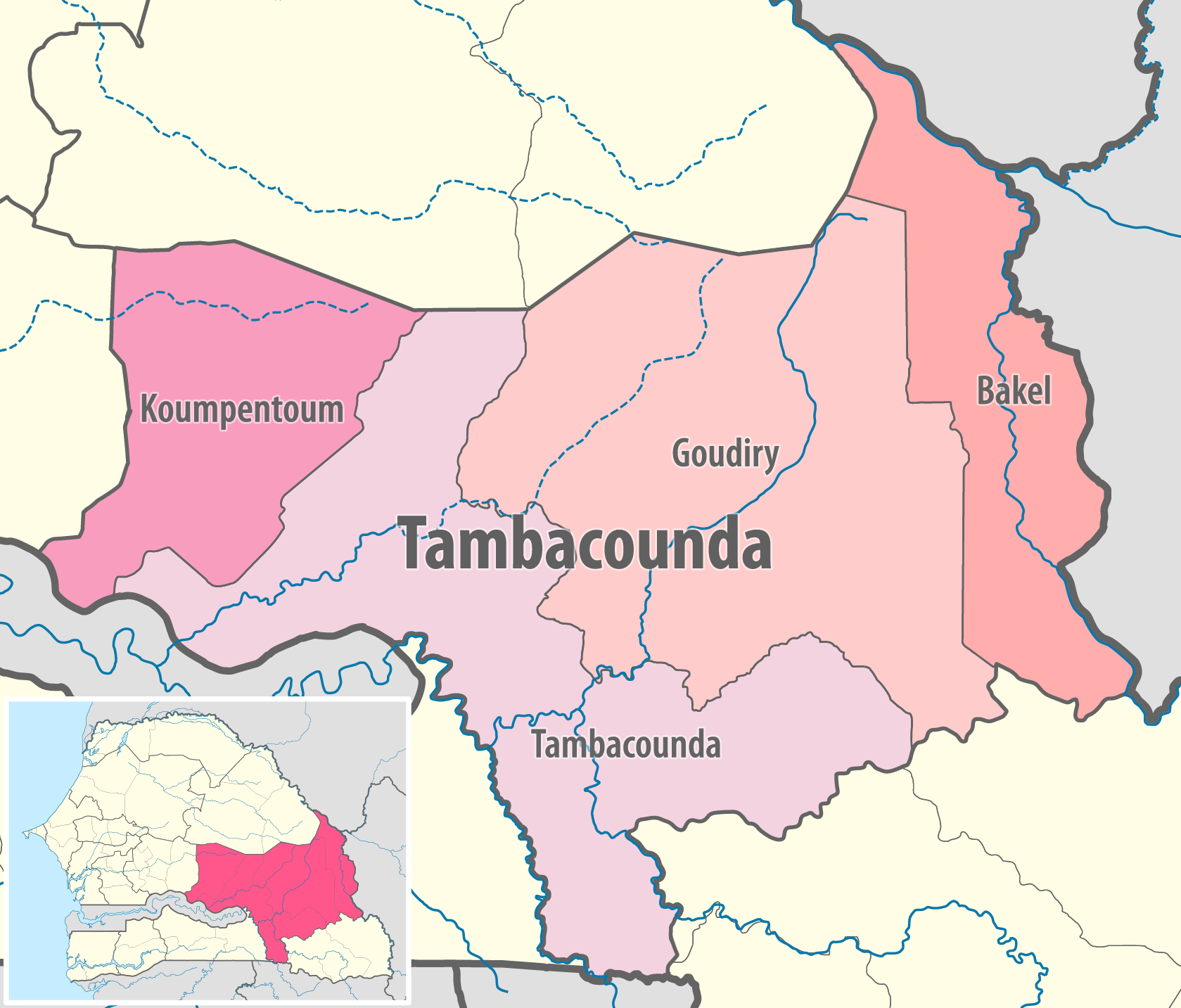
タンバクンダ州の県

- クンペントゥム県 (Koumpentoum)
- タンバクンダ県 (Tambacounda)

## 主要都市
- タンバクンダ
- ケドゥグ
- バケル